# Palazzo Castiglioni
El Palazzo Castiglioni es un palacio histórico de Milán situado en el Corso Venezia, 47.

## Descripción
Construido por Giuseppe Sommaruga (1867-1917) entre 1901 y 1904, constituye el «manifiesto» artístico del modernismo milanés. El edificio fue realizado por la empresa Costruttori F.lli Galimberti con tres plantas y dos fachadas, una principal hacia la calle y una secundaria hacia el jardín, además de los anexos separados del cuerpo principal que albergan los establos y el almacén. El palacio tiene un basamento con almohadillado rústico que reproduce las formas naturales de la roca; el resto de decoraciones se inspiran en los estucos del estilo del siglo XVIII.
Actualmente es sede de la Unión de Comerciantes de Milán.

## Historia
El emprendedor Ermenegildo Castiglioni, que en 1886 había heredado una gran fortuna de su abuelo Ermenegildo Castiglioni, decidió en 1900 construir un palacio en el Corso Venezia de Milán. Según sus deseos, el edificio debía diferenciarse de todos los otros y con este objetivo encargó su diseño al arquitecto Giuseppe Sommaruga, conocido por las soluciones innovadoras de sus proyectos. Esta actitud del cliente, casi propia de un noble del siglo XVII deseoso de manifestar su grandeza, se puede apreciar en el palacio (particularmente imponente si se compara al resto del modernismo italiano) y en la voluntad de realizar un edificio de un estilo bastante nuevo para Italia en uno de los contextos más nobles de la ciudad, casi en una actitud de desafío a los conservadores de la ciudad.
Un desafío probablemente perdido dado que, cuando en 1903 se retiraron los andamios de la fachada, la opinión pública se posicionó fuertemente en contra hasta conseguir que se retiraran dos estatuas de figuras femeninas colocadas sobre el portal de entrada. Las dos estatuas, obra de Ernesto Bazzaro, suscitaron tanto escándalo que se publicaron caricaturas satíricas sobre el Palazzo Castiglioni en el periódico Il Guerin Meschino en los meses posteriores a la inauguración (17-24-31 de mayo, 11-14 de junio y 19 de julio). Las figuras femeninas resultaban incomprensibles en su significado simbólico (en realidad una representaba la paz y la otra la industria), además eran criticadas porque no tenían una función clara (no eran cariátides que sostuvieran el portal o un balcón), y por último (aunque seguramente este era el argumento de mayor peso) se las acusaba de ser demasiado provocativas y desnudas (la población milanesa empezó definir irónicamente el palacio como la ca' di ciapp, es decir, la «casa de las nalgas»).
Las dos estatuas fueron trasladadas así a los almacenes de la empresa Galimberti, la empresa a la que se le encargó la construcción del palacio, y posteriormente fueron colocadas en un costado de la Villa Luigi Faccanoni, también en Milán. El portal, que se quedó sin estos dos importantes elementos, tuvo que ser modificado: fue elevado ocupando parte de la ventana superior, la cual en la parte restante fue tapada por un bajorrelieve. El resultado final fue el de quitar fuerza al elemento central del palacio, es decir, el portal y el grupo de ventanas del piano nobile que lo coronaban, que ahora tiene el mismo énfasis que el portal lateral de servicio, que está enriquecido superiormente por una bella ventana tripartita.